# Tomogenius motocola
Tomogenius motocola är en skalbaggsart som beskrevs av Miłosz A. Mazur 1990. Tomogenius motocola ingår i släktet Tomogenius och familjen stumpbaggar. Inga underarter finns listade i Catalogue of Life.